# Deutsche Schwimmmeisterschaften 2003
Die 115. Deutschen Meisterschaften im Schwimmen fanden vom 14. bis 18. Mai 2003 in der Alsterschwimmhalle in Hamburg statt.
| Disziplin           | Männer            | Männer            | Männer   | Frauen                | Frauen                   | Frauen   |
| Disziplin           | Name              | Verein            | Zeit     | Name                  | Verein                   | Zeit     |
| ------------------- | ----------------- | ----------------- | -------- | --------------------- | ------------------------ | -------- |
| 50 m Freistil       | Carsten Dehmlow   | SG Hamburg        | 00:22,69 | Sandra Völker         | SC DHfK Leipzig          | 00:25,21 |
| 100 m Freistil      | Stefan Herbst     | SSV Leutzsch      | 00:49,64 | Antje Buschschulte    | SC Magdeburg             | 00:55,21 |
| 200 m Freistil      | Stefan Herbst     | SSV Leutzsch      | 01:49,27 | Franziska van Almsick | SG Neukölln              | 01:59,35 |
| 400 m Freistil      | Jens Kuhlmann     | SG Essen          | 03:55,06 | Hannah Stockbauer     | SSG 81 Erlangen          | 04:09,59 |
| 800 m Freistil      | Thomas Lurz       | SV Würzburg 05    | 07:57,77 | Hannah Stockbauer     | SSG 81 Erlangen          | 08:26,42 |
| 1500 m Freistil     | Thomas Lurz       | SV Würzburg 05    | 15:11,58 | Hannah Stockbauer     | SSG 81 Erlangen          | 16:05,91 |
| 50 m Brust          | Mark Warnecke     | SV Cannstatt      | 00:28,47 | Sarah Poewe           | SV Bayer W/U/D           | 00:31,99 |
| 100 m Brust         | Reiner Schneider  | VfL Sindelfingen  | 01:02,06 | Sarah Poewe           | SV Bayer W/U/D           | 01:09,20 |
| 200 m Brust         | Kamil Kasprowicz  | SC Rote Erde Hamm | 02:15,27 | Sarah Poewe           | SV Bayer W/U/D           | 02:27,60 |
| 50 m Rücken         | Thomas Rupprath   | SG Bayer W/U/D    | 00:25,45 | Sandra Völker         | SC DHfK Leipzig          | 00:28,88 |
| 100 m Rücken        | Steffen Driesen   | SG Bayer W/U/D    | 00:54,62 | Antje Buschschulte    | SC Magdeburg             | 01:01,27 |
| 200 m Rücken        | Steffen Driesen   | SG Bayer W/U/D    | 02:00,10 | Antje Buschschulte    | SC Magdeburg             | 02:12,01 |
| 50 m Schmetterling  | Thomas Rupprath   | SG Bayer W/U/D    | 00:23,90 | Franziska Skrubel     | SSC Berlin-Reinickendorf | 00:27,89 |
| 100 m Schmetterling | Thomas Rupprath   | SG Bayer W/U/D    | 00:52,21 | Annika Mehlhorn       | SG ACT/Baunatal          | 00:59,69 |
| 200 m Schmetterling | Johannes Dietrich | SC Berlin         | 02:00,06 | Annika Mehlhorn       | SG ACT/Baunatal          | 02:10,91 |
| 200 m Lagen         | Christian Keller  | SG Essen          | 02:03,28 | Annika Mehlhorn       | SG ACT/Baunatal          | 02:15,93 |
| 400 m Lagen         | Jochen Hanz       | SG Neukölln       | 04:21,43 | Nicole Hetzer         | SV Wacker Burghausen     | 04:45,28 |